# 페로지 FC
페로지 FC(페르시아어: باشگاه فوتبال کابل بانک)는 아프가니스탄의 축구단이다. 과거 카불 프리미어리그에 참가했다.

## 선수명단

### 현역
참고: FIFA 자격 규정에 따라 소속된 국가대표팀 국기를 표시합니다. 선수는 복수의 FIFA 비회원국 국적을 가지고 있을 수 있습니다.
| 번호 | 포지션 | 국적         | 이름                       |
| ---- | ------ | ------------ | -------------------------- |
| 1    | GK     | 아프가니스탄 | 하미둘라 요수자이          |
| 1    | GK     | 아프가니스탄 | 샴수딘 아미리              |
| 7    | MF     | 아프가니스탄 | 이스라필 코이스타니        |
| 8    | FW     | 아프가니스탄 | 아흐메드 케스라우 아흐마디 |
| 9    | FW     | 아프가니스탄 | 지샨 아르샤프              |
| 31   | GK     | 아프가니스탄 | 알릴 바크마즈              |
| 2    | DF     | 아프가니스탄 | 데이비드 아미라바디        |
| 2    | DF     | 아프가니스탄 | 무카다 카지자다            |
| 4    | DF     | 아프가니스탄 | 알리 하자라                |
| 5    | DF     | 아프가니스탄 | 아지즈 가자자트            |
| 8    | MF     | 아프가니스탄 | 와히드 나딤                |

| 번호 | 포지션 | 국적         | 이름               |
| ---- | ------ | ------------ | ------------------ |
| 27   | MF     | 아프가니스탄 | 누르 사디그        |
| 21   | MF     | 아프가니스탄 | 이스마르 압둘라지  |
| 13   | MF     | 아프가니스탄 | 할리드 아흐마자디  |
| 19   | MF     | 아프가니스탄 | 사미르 가지르      |
| 30   | MF     | 아프가니스탄 | 알리 사나르비아    |
| 18   | MF     | 아프가니스탄 | 마수드 벤 무함마드 |
| 17   | FW     | 아프가니스탄 | 야르 알리 메흐디드 |
| 10   | FW     | 아프가니스탄 | 하피줄라 카다미    |
| 49   | FW     | 아프가니스탄 | 아잠 아유비        |
| 21   | FW     | 아프가니스탄 | 사미르 타이브자다  |

### 역대
- 조히브 이슬람 아미리(2007 ~ 2011)